# 京都府道669号芦原甲山線
京都府道669号芦原甲山線（きょうとふどう669ごう あしわらこうやません）は、京都府京丹後市を通る一般府道である。

## 概要
京丹後市久美浜町芦原から京丹後市久美浜町甲山に至る。
海部地区の芦原から神野地区の甲山まで川上谷川を下り、北近畿タンゴ鉄道宮津線 かぶと山駅口を経て国道178号に至る路線である。起点からしばらくは右岸側に位置して海部地区を縦断しており、離合困難な1.5車線の状態が続く。途中の海士で右岸（東側）から左岸（西側）へと大きくクランクしており、この地点から北近畿タンゴ鉄道宮津線 かぶと山駅付近までは両側2車線に改良整備されている。

### 路線データ
- 起点：京丹後市久美浜町芦原（芦原交差点、京都府道・兵庫県道703号永留豊岡線交点）
- 終点：京丹後市久美浜町甲山（甲山交差点、国道178号交点）
- 総延長：4.0 km

## 路線状況

### バイパス
- 京丹後市久美浜町海士 - 同市久美浜町甲山

## 地理

### 通過する自治体
- 京丹後市

### 交差する道路
| 交差する道路                      | 交差する場所 | 交差する場所      |
| --------------------------------- | ------------ | ----------------- |
| 京都府道・兵庫県道703号永留豊岡線 | 久美浜町芦原 | 芦原交差点 / 起点 |
| 国道312号                         | 久美浜町橋爪 | 橋爪交差点        |
| 国道178号                         | 久美浜町甲山 | 甲山交差点 / 終点 |

### 交差する鉄道
- 北近畿タンゴ鉄道宮津線

### 沿線
- 茶臼山古墳
- 久美浜橋爪郵便局
- 京丹後市立海部小学校
- 京都府立久美浜高等学校
- 橋爪遺跡
- 北近畿タンゴ鉄道宮津線 かぶと山駅
- 京丹後市消防本部 峰山消防署久美浜分署